# Драги Кантакузин
Драги Кантакузин (рођен 1630 – умро 1667. године) је био бојарин из Влашке, члан породице Кантакузино. Син постелника Константина I Кантакузина и Елине (Илинке) Кантакузин, као и његова браћа, заузимао је високе функције. Заједно са породицом, Драги Кантакузин је представљен на фрескама манастира Хорезу.